# Porte-Avions 2
Der Porte-Avions 2 (kurz: PA2) war ein Projekt eines Flugzeugträgers für die französischen Marine. Er wurde auf Basis der britischen Queen-Elizabeth-Klasse entwickelt und sollte zwischen 2015 und 2020 in Dienst gestellt werden, das Projekt wurde jedoch 2013 ohne Bauauftrag eingestellt.

## Geschichte
2001 stellte die französische Marine ihren neuen Flugzeugträger Charles de Gaulle in Dienst. Ursprünglich war geplant, ein zweites Schiff dieser Klasse zu bauen, doch massive technische Probleme, Verzögerungen und Kostenüberschreitungen führten letztendlich dazu, dass dieser Plan nicht weiter verfolgt wurde. Stattdessen suchte Frankreich nach einer kostengünstigeren Alternative und zeigte Interesse am britischen CVF-Project, in dessen Rahmen zwei neue Flugzeugträger für die britische Marine entwickelt werden sollten.
Bereits 2002 gab es erste Gespräche zwischen den beiden Staaten bezüglich einer Kooperation und 2004 bestätigte Präsident Jacques Chirac schließlich offiziell, dass Frankreich an einer Beteiligung am CVF-Project interessiert sei. Am 26. Januar 2006 vereinbarten das Vereinigte Königreich und Frankreich eine Kooperation bei den weiteren Planungen. Dies beinhaltet eine Analyse, inwiefern das britische Konzept für die französische Marine adaptiert werden kann. Da Frankreich einen Flugzeugträger für die konventionell startenden (CTOL) Flugzeuge des Typs Rafale favorisierte, mussten einige Änderungen am britischen STOVL-Design vorgenommen werden. Hierbei zahlte es sich aus, dass das Vereinigte Königreich die Träger von Beginn an so konzipieren ließ, dass sie verhältnismäßig einfach von STOVL auf CTOL umgerüstet werden können.
Auf der Messe Euronaval teilte Frankreich im Oktober 2006 mit, dass das britische Konzept zu über 90 Prozent mit den französischen Anforderungen übereinstimme und eine Beteiligung als sicher gelte. Eine endgültige Entscheidung, ob Frankreich eine CTOL-Variante der – inzwischen als Queen-Elizabeth-Klasse bezeichneten – britischen Träger baut, wurde ursprünglich für Mitte 2007 erwartet, verzögert sich jedoch aufgrund von Problemen bei der Finanzierung. Im April 2008 stellte der französische Verteidigungsminister Hervé Morin die Beschaffung des PA 2 vor dem Hintergrund von Budgetkürzungen in Frage. Er wies darauf hin, dass es bei der derzeitigen Haushaltslage problematisch wäre, ein so teures Projekt zu verwirklichen. Am 27. Mai 2008 teilte Präsident Nicolas Sarkozy mit, dass die Entscheidung über den Bau des Trägers auf 2010/11 verschoben worden sei. Die Indienststellung hätte sich hierdurch um mindestens zwei bis drei Jahre verzögert.
Das Projekt wurde 2013 aufgegeben und aus dem französischen Weißbuch zu Verteidigung und Nationaler Sicherheit gestrichen.

## Konzept
Da die britische Marine sich für einen konventionellen Antrieb entschieden hat und es zudem etliche Probleme mit dem Atomreaktor der Charles de Gaulle gab, hatte Frankreich vor, auch PA 2 konventionell anzutreiben. Das Antriebssystem hätte entweder aus zwei Rolls-Royce-MT30-Gasturbinen mit je 36 MW oder zwei General-Electric-LM2500+G4-Gasturbinen mit je 28,6 MW bestehen sollen. Die Höchstgeschwindigkeit sollte zwischen 27 und 30 Knoten liegen, die Reichweite bei einer Geschwindigkeit von 15 Knoten etwa 10.000 Meilen betragen.
Die Flugzeugbestückung sollte ursprünglich aus PA 2 bis zu 48 Flugzeugen und Hubschraubern bestehen, wurde in den jüngsten Konzepten aber auf nur noch 40 Maschinen reduziert. Als Kampfflugzeug sollte – wie auch auf der Charles de Gaulle – die Dassault Rafale verwendet werden, von der bis zu 32 Stück mitgeführt werden sollten. Die Luftaufklärung sollte durch drei Flugzeuge vom Typ Grumman E-2 gewährleistet werden. Zusätzlich sollten fünf NH90-Hubschrauber zum Lufttransport und zur U-Boot-Abwehr mitgeführt werden.
Die Anpassung des britischen Konzeptes an die französischen Bedürfnisse wurde durch die Rüstungskonzerne Thales, dessen Tochtergesellschaft Thales UK auch an den britischen Trägern beteiligt ist, und DCN durchgeführt. Gebaut werden sollte der PA 2 auf der Werft Chantiers de l’Atlantique in Saint-Nazaire.